# Pantsir-S1 (sistema de defensa antiaérea)
El Pántsir-S1 (en ruso: Панцирь-С1 «Armadura» o «Caparazón», Designación OTAN: SA-22 Greyhound) es un sistema de misiles y de armas de artillería antiaérea autopropulsada de origen ruso, con capacidad de  medio/corto alcance gracias a la combinación de sus misiles tierra-aire y cañones calibre 30 mm. Es producido por la planta KBP de Tula, Rusia. Opcionalmente es montable en un vehículo de orugas (T-72 o un T-80); o con ruedas o en afustes fijos y/o navales.

## Diseño

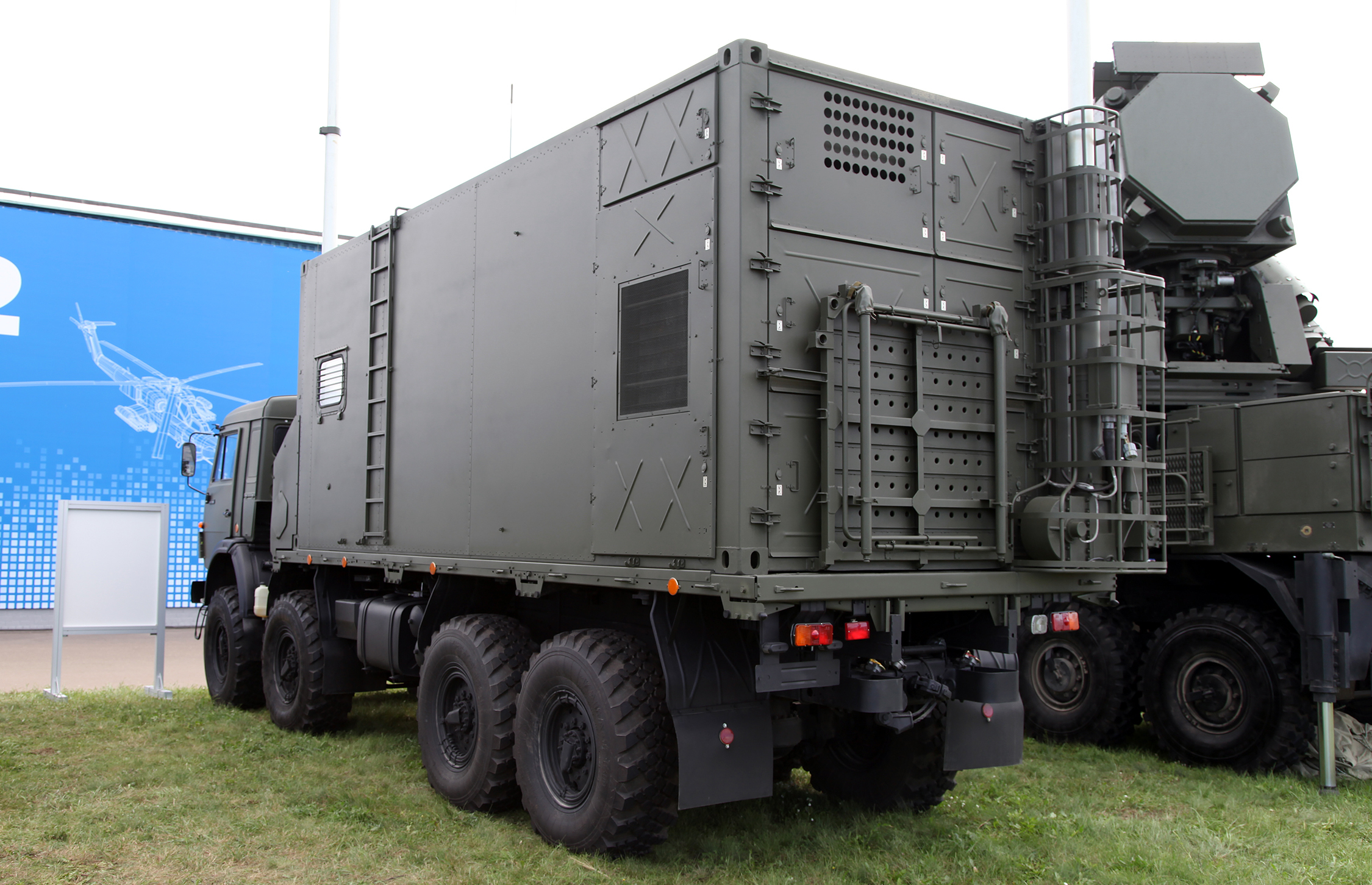
Батарейный пункт управления ЗРПК Панцирь-С1 (Pantsir-S1 battery command post)

Es un sistema de armas antiaéreas de corto/medio alcance con base en tierra, que puede montarse en un vehículo de ruedas, en uno de orugas; o en baterías antiaéreas fijas, y dotable con tripulaciones de dos o tres hombres. Su sistema de defensa consiste en la combinación de cañones automáticos y misiles antiaéreos tierra-aire,  que se montan junto a un radar y varios sistemas ópticos de marcaje de objetivos y de seguimiento, así como con varios sistemas de orientación y radiocomando.
La finalidad de este diseño es la protección de las construcciones civiles y militares y los objetivos militares de la zona en las que se haya destinado su despliegue, como las tropas mecanizadas o motorizadas (hasta el tamaño de un regimiento), o como un sistema de defensa de alto rango para resguardar a sistemas de misiles estratégicos como el S-300/S-400.
Los objetivos aéreos a los que puede abatir incluye toda aeronave volante, que tengan como mínimo una sección transversal de detección en radar de entre 2 cm² x 3 cm², y una velocidad en vuelo de hasta 1300 metros/segundo máximo, a una distancia máxima de 20.000 metros y alturas de entre 5.000 hasta 15.000 metros, incluyendo todos los tipos de aviones, helicópteros, vehículos aéreos no tripulados, misiles de crucero/aire-tierra, y el derribo de armas guiadas de precisión. El sistema es capaz de defenderse contra aviones con tecnología Stealth.

### Desarrollo del sistema
El desarrollo del sistema Pántsir-S se inicia en 1990 como un plan de reemplazar al ya desactualizado Tunguska M1. Un prototipo se produjo en 1994 y enseguida se exhibió en la MAKS del año 1995. Posteriores desarrollos y mejorías fueron retrasadas dada la problemática situación económica en la Rusia de esa época. Finalmente, el desarrollo del Pántsir-S1 tuvo sus fondos asegurados por la elección del sistema por parte de los del emirato de Abu Dhabi en el año 2000. Las entregas se pospusieron después de que los mandos militares emiraitíes y la KBP accedieron a rediseñar el sistema, ante una serie de averías injustificables.
Algunas fuentes se refieren a que las razones de este rediseño en los sistemas Pántsir-S1-O o Pántsir-S1E obedecieron a previas fallas en los sistemas electrónicos, y que para agosto de 2007, no se ofrecían variantes diferentes por parte de la KBP, y se las promovió en el mercado interesado como variantes separadas. Al sistema se le agregaron nuevos radares, con un alcance incrementado, y capaces de rastrear más blancos en vuelo; y para los blancos en tierra se dispuso un sistema integrado de detección IFF. Dentro de la cabina se instalaron dos nuevas pantallas LCD multifuncionales que reemplazan a los múltiples monitores CRT, y una nueva computadora de control y gestión central; que disminuyó en gran medida el tiempo de reacción del sistema, y que con una sola persona al comando permite la operación y funcionamiento del equipo de ser preciso. Debido a las nuevas tecnologías adoptadas, el tamaño y peso total del sistema y la estación de armas se redujo en un tercio, siendo la reducción del peso total de cerca de la mitad. Este sistema ha mejorado sus armas, al instalarse la serie de misiles del tipo 57E6 o del modelo 57E6-E (que se cree probablemente intercambiables), y los cañones de calibre 30 mm (del modelo 2A72 al modelo 2A38M).
Las pruebas de tiro real se practicaron en el campo de tiro de Kapustin Yar, en la localidad de Astracán; Rusia. Las pruebas de tiro finales en frente del destinatario final se llevaron a cabo en mayo del año 2007 en el campo anteriormente mencionado, en el que se incluyó una prueba de marchas forzadas de 250 km en vías sin preparar y en posiciones en donde las condiciones de tiro simulaban un despliegue típico de un sistema de defensa antiaérea en su respectiva misión. Otras pruebas posteriores se llevaron a cabo en los en la conurbación de Abu Dhabi.

## Características de operación
Las características específicas del sistema Pántsir-S1 son el resultado de la combinación de los sistemas de radar de banda múltiple para la adquisición y marcaje de blancos, y del sistema de seguimiento en conjunto con una combinación del sistema de armas entre misiles y armamento de cañones, con la consiguiente creación de una zona de impacto sin compromiso de la altura, que le dan un tamaño de alcance al citado afuste de cerca de 5 m y 200 m de alcance de hasta 10 km de altura y 20 km alcance, incluso sin ningún tipo de apoyo externo.

### Modos de operación
Usando un enlace digital de datos, le permiten el enlazarse a hasta seis Pántsir-S1, con lo que pueden ser operados en varios modos de combate:
- Modo en solitario: Todos los sistemas de combate se activan en una secuencia de ataque al detectar el blanco, y en caso de una sola unidad del Pántsir-S1 el vehículo se empleará en perseguir al blanco o en otras tareas.
- Modo Batería ("maestro-sirviente"): Uno de los Pántsir-S1 opera en el modo sirvente y el (los) otro(s) como un(os) vehículo(s) de puesto de comando.  De 3 a 5 Pántsir-S1 se pueden enlazar de este modo, con uno como comandante que selecciona los blancos; mientras que los "sirvientes" reciben la designación de blancos desde el "maestro" y subsecuentemente en todos los combates que la operación seleccione como blancos a abatir.
- Modo bajo mando: El blindado de comando envía los datos y localizaciones de los blancos a los Pántsir-S1 bajo su mando y subsecuentemente las órdenes para cada blanco a abatir.
- Modo bajo mando/batería y junto a un Sistema de armas de corto alcance y a un Radar de Alerta Temprana: El puesto de comando recibe información sobre la situación en el espacio aéreo circundante desde el radar de alerta conectado y envía los datos acerca del o los blancos seleccionados a los sistemas Pántsir-S1 y subsecuentemente las órdenes de marcado y seguimiento de los blancos y las órdenes a ejecutar.

## Armamento

### Misil
El sistema Pántsir-S1 carga en sus sistemas doce misiles 57E6 o 57E6-E, en dos afustes de carga; cada uno de los misiles cuenta con un propelente de combustible sólido, y son accionados mediante un sistema de radio-comando; se transportan en contenedores sellados y listos para su lanzamiento. Los misiles son fijados en dos afustes de a seis grupos de tubos en la torreta. El misil tiene un cuerpo bicalibrado en una configuración tipo tándem. La primera etapa es un propulsor, que le suministrar una rápida aceleración durante los primeros 2 s de vuelo; después de su combustión, es eyectada del compartimento de carga. El Cabezal del misil es la parte de este más ágil y contiene el explosivo que porta múltiples cabezas explosivas y/o una carga de fragmentación, de contacto o de proximidad; puede equiparse con un radiotranspondedor de señal o un sistema de advertencia láser o un transponder de luz láser para la ubicación de blancos y de guía de misión. Este misil no está equipado con sistema alguno de rastreo para reducir los costos del marcado de blancos. A su vez, este sistema dispone de módulos de rastreo en el vehículo de alta precisión y el misil los puede usar para rastrear al blanco cuando se le suministran vía los sistemas internos de radar multibanda y sus sensores anexos la guía al blanco y el paquete de los datos de su ubicación por medio del enlace de radio que le permite al sistema la conexión con hasta cuatro misiles en vuelo. los misiles pueden ser disparados hasta a cuatro objetivos, pero pueden ser disparados en otros modos más, como el de dos misiles a un mismo objetivo, o en salvas de advertencia. Se cree que los misiles tienen una tasa de acierto de entre el 70 al 95% y que su vida útil en sus contenedores herméticos es de 15 años. Los vehículos de combate Pántsir-S1 a su vez pueden dispararse en movimiento.

#### Cañón automático
Dos cañones en montaje dual de la referencia 2A38M 30 mm, con modo de fuego automático y con percutor eléctrico van montados en la torreta armada, cada uno con 700 disparos que suelen abarcar una gran variedad de munición HE, HE-frag, trazadora-fragmentaria, y trazadora con carcasa descartable. El tipo de munición puede ser elegido por los tripulantes dependiendo del tipo y naturaleza del objetivo. La cadencia máxima de fuego es de 2.500 disparos por minuto por cañón. El rango efectivo de alcance de estos se estima en 4 km. Con la combinación de los mislies y cañones se tiene la capacidad de alcanzar objetivos en vuelo rasante (en los que se incluyen objetivos con hasta menos de 0,1 m sobre el nivel del suelo).
Hay una desventaja abismal entre un montaje sobre orugas, y otro sobre ruedas; ya que en situaciones de combate estos vehículos deben disponer de donde asirse para mantenerse estables y en posición de tiro cuando sus maquinarias estén en posición horizontal, y así posibilitarle el abrir fuego con todo. Las variantes montadas sobre camiones Kamaz-6560 cuentan con cuatro patas de accionamiento hidráulico para este propósito.
Cañón:
- Denominación: 2A38M
- Tipo de arma: cañón de dos barriles, de fuego automático, antiaéreos.

- Calibre: 30 mm
- Cadencia máxima de tiro: 2.500 rondas por minuto por arma.
- Velocidad de salida del proyectil: 960 m/s
- Peso del proyectil: 0.97 kg
- Provisión de munición: 700 cargas por cañón

- Alcance:

- Mínimo: 0.2 m
- Máximo: 4 km
- Altitud mínima de alcance: 0 m sobre el nivel del suelo.
- Altitud máxima de alcance: 3 km

#### Sistema de control de tiro
El sistema de control de tiro del Pántsir-S1 incluye un sistema de adquisición de blancos por medio de un radar y además complementado por un radar de bandas oscilantes de rastreo dual (designación 1RS2-1E para los modelos de exportación), que se opera en las frecuencias UHF y EHF. El rango de detección es de entre 32 a 36 km y el rango de rastreo efectivo es de entre 24 a 28 km para objetivos con más de 2 m² RCS,; este radar puede rastrear blancos diferentes de aeronaves en vuelo, como misiles tierra-aire en vuelo.
Así como se cuenta con el sistema de radar, el sistema de control de tiro a su vez cuenta con un mecanismo de guiado electro-óptico, que funciona en los canales del sistema de imágenes térmicas de largo alcance y un sistema de dirección/buscador infrarrojo; que comprende un sistema de procesamiento de señales digtales y uno de rastreo automático de objetivos. Una versión simplificada y de bajo costo del Pántsir-S1 se está desarrollando exclusivamente para la exportación, en donde únicamente se instala como un equipo de rastreo avanzado el sistema electro-óptico de control de tiro.
Los dos radares de canales de guiado independientes y el sistema de control de tiro electro-óptico le permiten seguir hasta diez blancos simultáneamente, teniendo un alcance máximo de 10 objetivos por minuto.

### Vehículos de soporte y apoyo
Para incrementar la tasa de preparación a lo más corto en tiempo, la KBP ha diseñado una serie de vehículos de apoyo y complementarios para el mejor desempeño del Pántsir-S1 en combate.
- Transporte-Cargador: un Transcargador por dos vehículos en combate aseguran un rápido recambio de la munición durante operaciones en el campo de batalla.
- Vehículo de Mantenimiento Mecánico: este vehículo y su tripulación llevarían a cabo el mantenimiento y la reparación de los vehículos averiados en el campo de operaciones, así como las revisiones a los mismos mecanismos.
- Vehículo de Mantenimiento Electrónico: este vehículo y su tripulación llevarían a cabo el mantenimiento y la reparación de los sistemas electrónicos, así como las revisiones a los mismos mecanismos.
- Vehículo de Ajustes y Afinamiento: para el ajuste y afinamiento de los sistemas operativos en combate.
- Vehículo de Refacciones: este vehículo dispone de partes de recambio común, herramientas para su reparación y de los accesorios necesarios para el sistema en caso de avería.
- Entrenador Móvil: vehículo diseñado para el entrenamiento de las tripulaciones, que cuenta con un dummie del sistema de armas real.

## Sistema multi-sensores

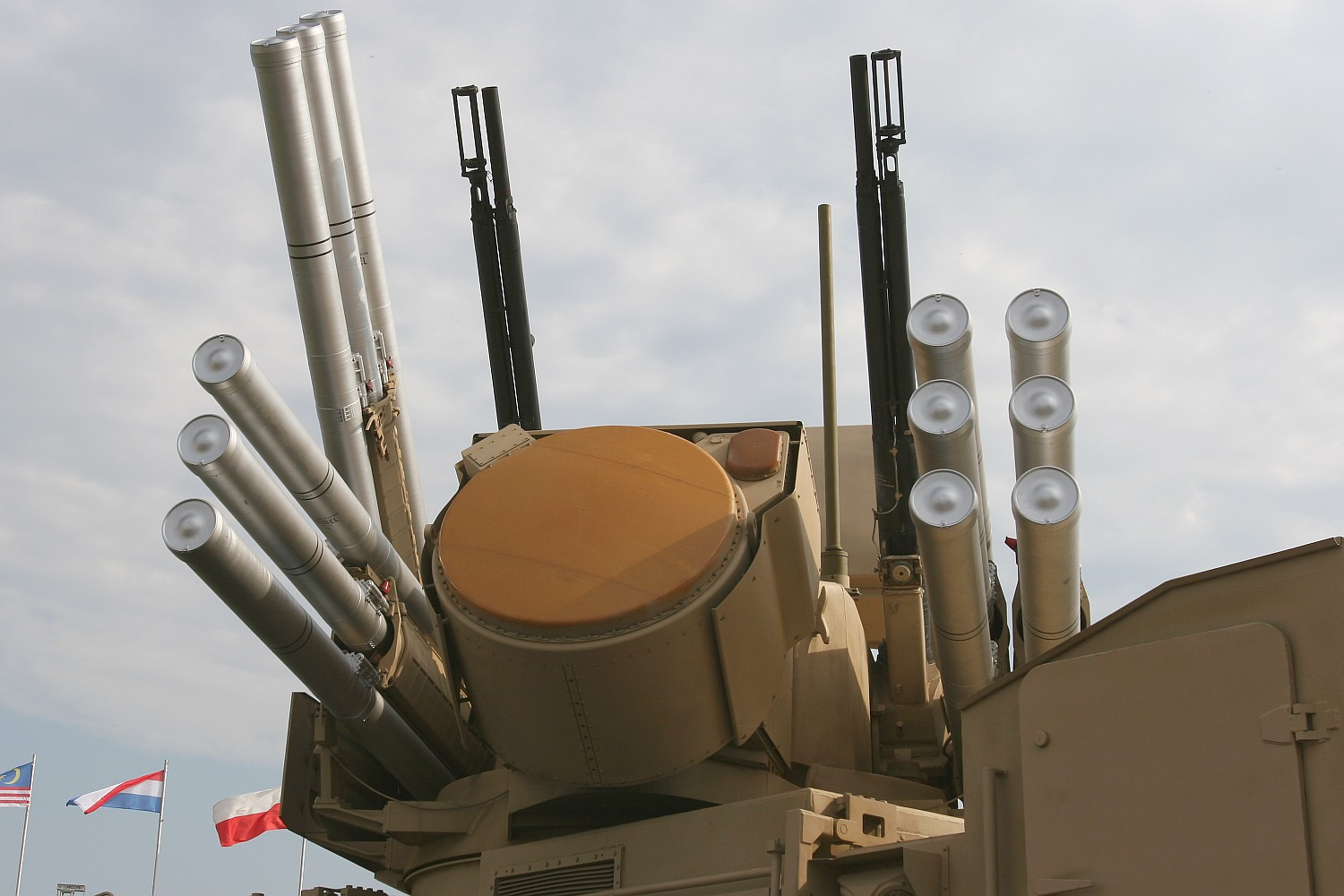
Un afuste de armas del Pántsir-S1. En el centro del afuste se encuentra el sistema de radar de rastreo EHF del tipo Antenas en fase. Dos cañones gemelos del modelo 2A38M de fuego automático antiaéreos y 12 contenedores de misiles listos para el disparo, los cuales llevan cada uno un misil del modelo 57E6-E del tipo tierra-aire.

| Radar de asignación de blancos: - Tipo de radar: Antenas en fase - Cobertura: 360° - Rango máximo de detección: al menos 32 km, arriba de los 36 km - Frecuencia (Banda): UHF Radar de rastreo de blancos: - Tipo de radar: Antenas en fase - Cobertura: cónica de +/-45° - Rango máximo de detección: al menos 24 km, arriba de los 28 km - Número máximo de blancos rastreables (de forma simultánea): 20 - Número máximo de blancos enganchables (de forma simultánea): 3 - Número máximo de misiles controlables (de forma simultánea): 4 - Frecuencia (Banda): EHF - Sistema IFF: Por separado o integrado por solicitud del propietario. | Sistema de Operación Autónoma Opto-electrónico: - Tipo: Detección, sistema automático de adquisición y rastreo de las aeronaves y blancos en tierra - Frecuencia de rastreo (Banda): infrarroja 3-5 µm - Frecuencia de rastreo (Misiles): infrarroja 0,8-0,9 µm - Número máximo de blancos rastreables (de forma simultánea): 1 - Número máximo de blancos enganchables (de forma simultánea): 1 - Número máximo de misiles controlables (de forma simultánea): 1 Sistema: - Número máximo de blancos rastreables (de forma simultánea): 4 (tres por radar, uno por los sistemas EO) - Número máximo de blancos enganchables (de forma simultánea): 10 por minuto. - Tripulación: 1–2 operadores para los sistemas de defensa aérea y 1 conductor. - Tiempo de reacción (estimado): 4–6 segundos (desde el enganche de los blancos hasta el primer disparo de los misiles). |

## Variantes

### Variante naval
Dentro de las actualizaciones a su flota de aguas profundas, se presume que una variante del sistema Pántsir S-1O será emplazada en el portaaviones ruso Almirante Kuznetsov.

### Prototipos
- Pántsir-S prototipo del año 1994, se construyó sobre la base de un camión 8x8 URAL-5323.
- Pántsir-S1: es el sistema actualmente construido sobre la base de un camión Kamaz-6560 8x8 de 38 toneladas de capacidad de carga, y equipado con un motor diésel de 400 hp.
- Pántsir-S1-UAE: construido sobre un camión MAN SX45 8x8.

### Variantes propuestas
El sistema Pántsir-S1 se ha propuesto para ser adaptado en otra clase camiones, como en los camiones MZKT-7930, de transmisión 8x8 (680 hp) de origen bielorruso y hecho por la compañía "Planta de Tractores sobre ruedas de Minsk". La KBP ofrece incluso una variante estationaria construida sobre un contenedor, probablemente montable en embarcaciones, incluso, una versión posterior del Pántsir-S1 se ha propuesto para adaptarse a un semoviente sobre orugas del tipo GM-352M1E de origen bielorruso y hechos en la compañía "Planta de tractores de Minsk". Se cree que el chasis sobre orugas sea la única versión del Pántsir-S1 que sea capaz de disparar en movimiento los cañones 30 mm.

## Usuarios

### Actuales
- Rusia:  En servicio con el contingente de defensa aérea de la Fuerza Aérea Rusa, las primeras entregas se dieron el año 2008 y se espera que finalmente reemplacen a los sistemas Tunguska M1 aún en servicio en la Defensa antiaérea de Rusia.[9] Rusia actualmente opera unas 31 unidades del Pántsir-S1, y para el transcurso de los años 2012 al 2016 serán 300 unidades las que estén en servicio oficialmente.

- Argelia: una cantidad estimada de 38 unidades ordenadas;[10] en marzo de 2006 como parte de un trato por sistemas de armas con un costo aproximado de USD$8 mil millones.[11] Así mismo el periódico The Moscow Times reportó en febrero de 2006 que Argelia había ordenado sistemas modernizados Tunguska M-1, RIA Novosti reportó en marzo de 2007 que Argelia contrató la producción de varios sistema Pántsir-S1 a su vez en el mismo trato.

- Serbia [cita requerida]

- Siria: 36 a 50 ordenados y en producción;[12] de acuerdo al acuerdo firmado en el 2006 y como parte de uno de los tratos comerciales más grandes sobre armamento, y que se estima es cercano a los US$1000 millones;[13] las entregas iniciaron en agosto de 2007 y unos 3 meses antes se separaban unas 50 unidades para Damasco, y que cerca de 10 de estos tenían por destino Irán a finales del 2008. De acuerdo a la revista Jane's Defence Weekly, se reportó que Irán era el principal responsable económico del acuerdo comercial por dicho paquete de armas, y que tan sólo Siria cobrará por su intermediación en el negocio. Las entregas a Irán han sido categóricamente denegadas por un alto funcionario del gobierno ruso en el que se incluye al primer ministro, e incluso al ministro de Relaciones Exteriores de Rusia, Serguéi Ivánov.[14]

- EAU: 50 ordenados;.[15] El Emirato ha sido el mayor patrocinador del desarrollo del sistema Pántsir-S1. El primer pedido se dio en mayo del año 2000, solicitando que la mitad de estos fueron vehículos sobre orugas y la otra mitad sobre ruedas, programando las entregas en tres partes (12 en el 2003, 24 en el 2004 y otros 14 en el año 2005). Todo a un costo de 734 millones de dólares (incluyendo un pago de 100 millones de dólares por los costes relacionados al desarrollo y mejoras),[16] con lo que el precio de cada vehículo se estimó en ese momento cerca de USD$ 15 millones de dólares (recordando que una batería puede comprender hasta 6 vehículos lanzadores), aunque finalmente el precio fue más del doble. Luego las entregas fueron postpuestas de forma unilateral por los rusos obligando a los EAU a cancelar adicionalmente unos USD$ 66 millones para cubrir el costo de las mejoras (entre ellas, 50 unidades se entregarían en camiones MAN SX 45 8x8 alemanes, así como los vehículos de soporte y apoyo se montarán en el mismo modelo de camión. Las entregas de los prototipos sucedieron en el año 2007, siendo el MAN SX45 el único vehículo "occidental" incluido, en esta entrega las modificaciones para la logística y entregas del nuevo modelo del Pántsir-S1 sufrieron grandes y transcendentales cambios en la red de apoyo, con lo que la entrega de los 50 primero sistemas ordenados en el 2000 empezaron en octubre del 2007 con las puesta en servicio de las dos primeras unidades de producción en serie,[17] y las demoras en entregas posteriores serían compensadas con las mejoras para la optimización de algunos de los sistemas principales, las entregas nuevamente tomarán un plazo de tres años para su culminación. Según reportes del diario ruso Kommersant de junio de 2006, los EAU han expresado su interés en adquirir un lote adicional de 28 sistemas,[18] y se ha dicho que el acuerdo de entrega se ha firmado, con opción para su entrega que sería en el transcurso de los años 2009 a 2010.

### Posibles
- India/ Venezuela/Desconocido: la Agencia RIA Novosti, según nota del periódico Kommersant del mes de marzo de 2007; aseveró que la firma KBP ha firmado ciertas obligaciones de entrega a un país desconocido[19] aunque hasta el 2013 no se concretó compra alguna.